# Beverungen
Beverungen település Németországban, azon belül Észak-Rajna-Vesztfália tartományban. Lakosainak száma 13 277 fő (2023. december 31.). Beverungen Höxter, Brakel és Borgentreich községekkel határos.

## Népesség
A település népességének változása:
| Lakosok száma | 15 237 | 13 442 | 13 176 | 13 115 | 13 083 | 13 238 | 13 277 |
|               | 1975   | 2015   | 2017   | 2019   | 2021   | 2022   | 2023   |